# Koza małaszewska

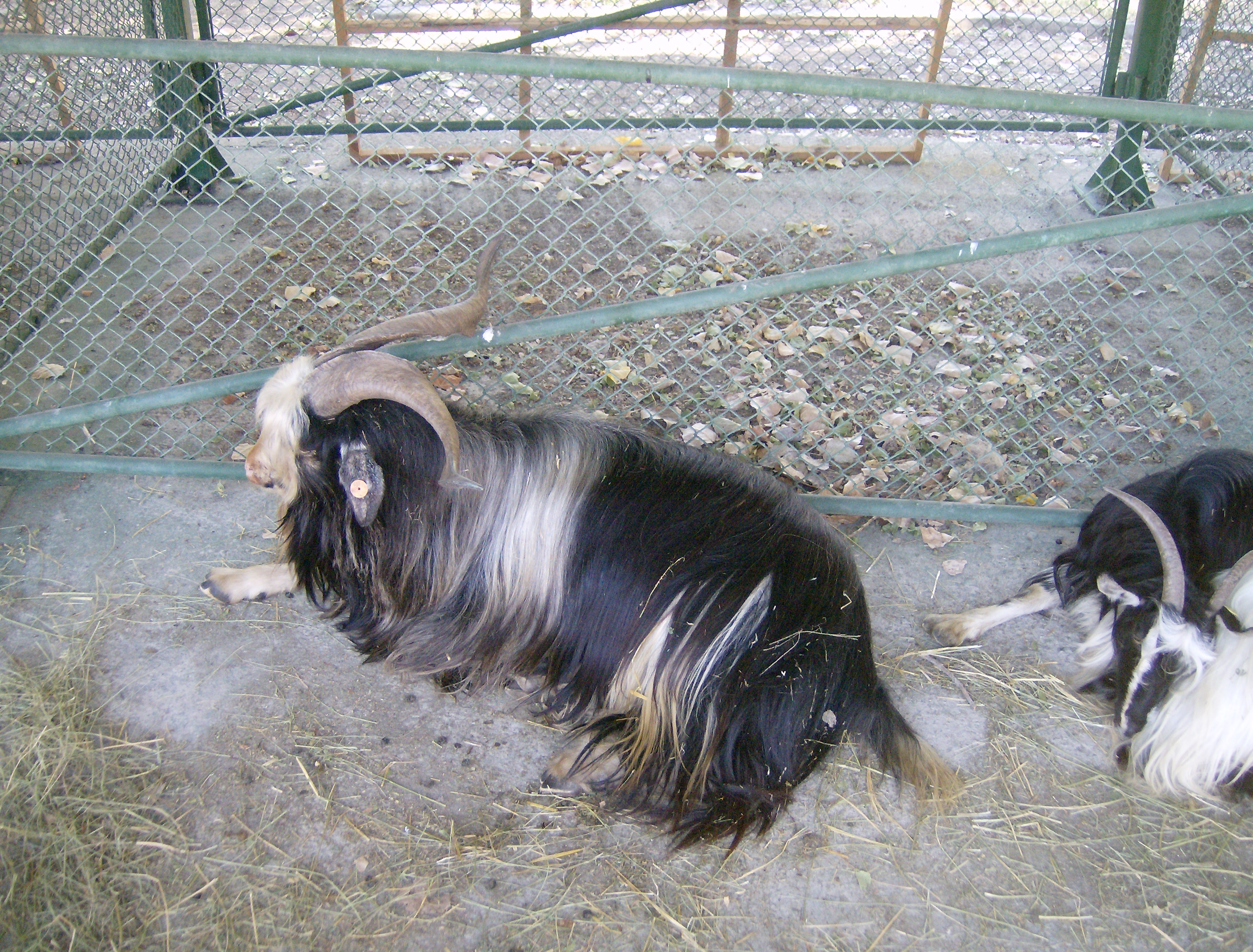
Koza małaszewska we Sliwenie, 2013 r.

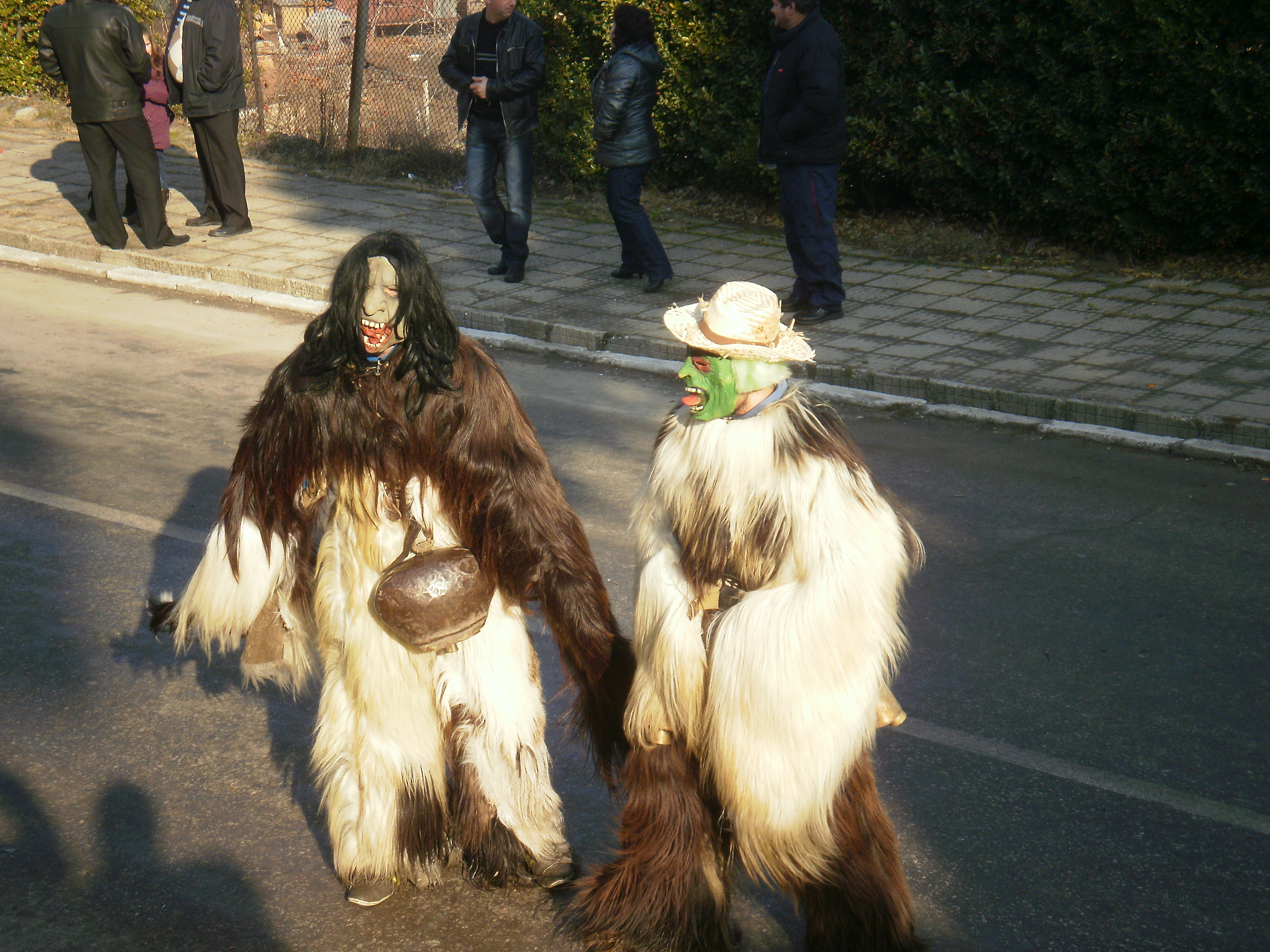
Jedni z kukerów ubrani w skórę kozy małaszewskiej.

Koza małaszewska (bułg. Малашевска коза) także koza Witoroga, koza miejscowa długowłosa – bułgarska rasa kozy domowej, przeznaczona do produkcji mleka, mięsa i skóry.
Skóra pochodząca z tych kóz jest cennym surowcem do produkcji tradycyjnych kukerskich ubrań.
Rasa rozprzestrzeniła się w gospodarstwach położonych w południowo-zachodniej Bułgarii, u stóp góry Pirynu i Rodop. Oprócz prywatnych kolekcjonerów w Niemczech, stada kóz są hodowane w ogrodach zoologicznych w Berlinie, Chociebużu, Stendalu oraz zoo Munkholm w Danii. 
W 2013 r., liczba przedstawicieli tej rasy wynosiła 900 sztuk.
Głowa jest mała trójkątna, profil jest nieco zagłębiony. Uszy są krótkie, ustawione przodem. Samce mają długie, spiralne rogi, samice bardziej wyprostowane. Sierść jest długa, ale włosy nie są tak liczne, jak u kozy kałoferskiej. W kłębie osiąga wysokość 66,75 cm.